# Inn i evighetens mørke
Inn i evighetens mørke (norveški: "U tamu vječnosti") prvi je EP norveškog black metal-sastava Dimmu Borgir. Objavljen je 1994. na 7-inčnoj gramofonskoj ploči. 

## O albumu
Pjesme s uratka objavljene su na split-albumu True Kings of Norway koji je 2000. izdala diskografska kuća Spikefarm Records. Godine 2003. diskografska kuća Hat Records objavila je bootleg-inačicu uratka, ali bez pjesme "Raabjørn speiler draugheimens skodde".
Pjesma "Raabjørn speiler draugheimens skodde" također se nalazi na debitanskom albumu For all tid te je ponovno snimljena za album Enthrone Darkness Triumphant i EP Godless Savage Garden. Dva dijela pjesme "Inn i evighetens mørke" također su uvrštene na reizdanje albuma For all tid iz 1997.

## Popis pjesama
Tekstovi i glazba: Silenoz i Shagrath. 
| 1.    | »Inn i evighetens mørke (Part I)«      | 5:25 |
| 2.    | »Inn i evighetens mørke (Part II)«     | 2:09 |
| 3.    | »Raabjørn speiler draugheimens skodde« | 5:01 |
| 12:35 |                                        |      |

## Zasluge
Dimmu Borgir
- Shagrath — bubnjevi
- Erkekjetter Silenoz — ritam gitara, vokali
- Tjodalv — solo gitara
- Brynjard Tristan — bas-gitara
- Stian Aarstad — sintesajzer, klavir, efekti

Ostalo osoblje
- Christophe Szpajdel — logotip